# Mons Maraldi
Mons Maraldi är ett berg på nordöstra delen av den sida av månen som vetter mot jorden. Bergets bas är som mest 15 kilometer lång och det är 1,3 kilometer högt. Det har fått sitt namn efter den italienske astronomen Giovanni Domenico Maraldi.
Mons Maraldi ligger vid västra kanten av det lilla månhavet Sinus Amoris, precis nordost om kratern Maraldi. Omkring 100 kilometer väster om Mons Maraldi finns landningsplatsen för Apollo 17 vid Mons Vitruvius. Ungefär 50 kilometer norrut ligger kratern Franck.